# クルスク原子力発電所
クルスク原子力発電所(ロシア語: Курская АЭС)はロシア連邦のクルスクから40km西のセイム川の岸に存在する原子力発電所。原子炉建設工事開始時にすぐ近くに原発城下町クルチャトフが作られた。電力はクルスク州と19の地域に送電している。

## 概要
原子炉の形式は現在では廃止されているチェルノブイリ原子力発電所と同型の黒鉛減速沸騰軽水圧力管型原子炉であった。発電所はもともと原子炉2基であったが1978年から1985年にかけて2基増設された。また、5号機を建設する計画が存在したが、計画は中止された。
クルスク原子力発電所と隣接したクルチャトフは1991年のアメリカのテレビ映画Chernobyl: The Final Warningでチェルノブイリ原子力発電所とプリピャチとして撮影が行われた。
現在、同地にクルスク第二原子力発電所を建設する計画が存在し、4基の新型VVERの導入が計画されている。

## 原子炉
クルスク原子力発電所は現在までに4基の原子炉が建設されている。
| 原子炉                      | 原子炉形式 | 正味発電量 | 総発電量 | 建設開始      | 送電開始       | 商用運用       | 停止                    |
| --------------------------- | ---------- | ---------- | -------- | ------------- | -------------- | -------------- | ----------------------- |
| 1号機 (Kursk 1)             | RBMK-1000  | 925 MW     | 1,000 MW | 1972年6月1日  | 1976年12月19日 | 1977年10月12日 | 2021年12月19日          |
| 2号機 (Kursk 2)             | RBMK-1000  | 925 MW     | 1,000 MW | 1973年1月1日  | 1979年1月28日  | 1979年8月17日  | Kursk II-1稼働後 (計画) |
| 3号機 (Kursk 3)             | RBMK-1000  | 925 MW     | 1,000 MW | 1978年4月1日  | 1983年10月17日 | 1984年3月30日  | Kursk II-2稼働後 (計画) |
| 4号機 (Kursk 4)             | RBMK-1000  | 925 MW     | 1,000 MW | 1981年5月1日  | 1985年12月2日  | 1986年2月5日   | Kursk II-2稼働後 (計画) |
| 5号機 (Kursk 5)             | RBMK-1000  | 925 MW     | 1,000 MW | 1985年12月1日 | -              | -              | 2012年8月15日、建設中止 |
| 6号機 (Kursk 6)             | RBMK-1000  | 925 MW     | 1,000 MW | 1986年8月1日  | -              | -              | 1993年12月1日、建設中止 |
| 第2発電所1号機 (Kursk II-1) | VVER V-510 | 1,115 MW   | 1,255 MW | 2018年4月29日 | -              | -              | -                       |
| 第2発電所2号機 (Kursk II-2) | VVER V-510 | 1,115 MW   | 1,255 MW | 2019年4月15日 | -              | -              | -                       |

## ロシアのウクライナ侵攻と発電所
2022年ロシアのウクライナ侵攻によりロシアとウクライナは交戦状態に陥った。当初、戦場はほぼウクライナ国内に限られていたが、2024年8月に入るとウクライナがロシア側に逆侵攻を開始したことでクルクス州一帯にも影響が及び始めた。
同月17日、ロシアはウクライナがクルスク原子力発電所への攻撃を計画しているとして非難。
その後、国際原子力機関は、ロシア側より使用済み核燃料の保管施設から約100メートルの場所でドローンの残骸があったとの通知を受けたことを発表。これを受けて同月27日、国際原子力機関のグロッシ事務局長が現地視察を実施。周辺地域で戦闘が行われていることに加え、建屋に保護ドームがないことを指摘。チョルノービリ原子力発電所と同一視することは行き過ぎとしつつも、安全性に強い懸念を示した。